# Accretieschijf

Artist impression van een accretieschijf bij een zwart gat

Een accretieschijf is een schijf rond een hemellichaam waarin gas en stof uit de omgeving zich ophoopt. Omdat deze materie vrijwel altijd impulsmoment bezit, zal het – voordat het op een zwart gat, een neutronenster of een witte dwerg valt – zich eerst verzamelen in een platte, snel roterende schijf eromheen. De materie in de binnenste delen van deze schijf wordt verhit tot miljoenen  kelvin en kan daarbij röntgenstraling uitzenden. Soms ontstaat daarbij een microquasar (zie SS 433).
Accretieschijven zijn ook waargenomen in röntgendubbelsterren, waar gas van een gewone ster overstroomt naar de compacte begeleider.

## Accretieschijf bij de vorming van normale sterren
Ook bij de samentrekking van een gaswolk tot een ster vormt zich een accretieschijf, die een protoplanetaire schijf genoemd wordt. Hierbij loopt de temperatuur evenwel veel minder hoog op dan in de bovengenoemde gevallen, namelijk slechts tot enkele duizenden graden.
Door nog niet in alle details opgehelderde processen (waarschijnlijk de werking van magnetische velden op een plasma) wordt een deel van deze accretieschijf vervolgens weer naar buiten gedreven, waarbij de temperatuur daalt en een groot deel van het draaiingsimpulsmoment van de samentrekkende ster op de uitgedreven massa wordt overgedragen.
Wanneer de temperatuur in delen van deze schijf voldoende gedaald is, kristalliseren zich achtereenvolgens korrels uit van nikkelijzer, silicaten en ijs, waaruit zich vervolgens planetesimalen, ofwel protoplaneten, vormen.
Indien de accretieschijf bijzonder veel materie bevat, kan er zich een dubbelster vormen.